# Altica albicornis
Altica albicornis es una especie de coleóptero de la familia Chrysomelidae. Fue descrita científicamente por primera vez en 2004 por Medvedev.